# Geldern Spaniol
Geldernul Spaniol sau Geldernul Superior (neerlandeză Spaans (Opper) Gelre, germană Spanisch (Ober) Geldern) a fost un teritoriu din componența Țărilor de Jos Spaniole.
Prin Pacea Westfalică de la sfărșitul războiului de optzeci de ani, ducatul Geldern este divizat, cartierul din sud rămânând sub dominație spaniolă în timp ce cele trei cartiere din nord formau un stat al Provinciilor Unite. Geldernul spaniol conținea astfel teritoriul din jurul orașelor Geldern, Erkelenz, Goch, Nieuwstad, Roermond, Venlo și Straelen. Actualmente teritoriul este divizat între Olanda și Germania, mai precis între provincia olandeză Limburg și vestul actualului land Renania de Nord-Westfalia.

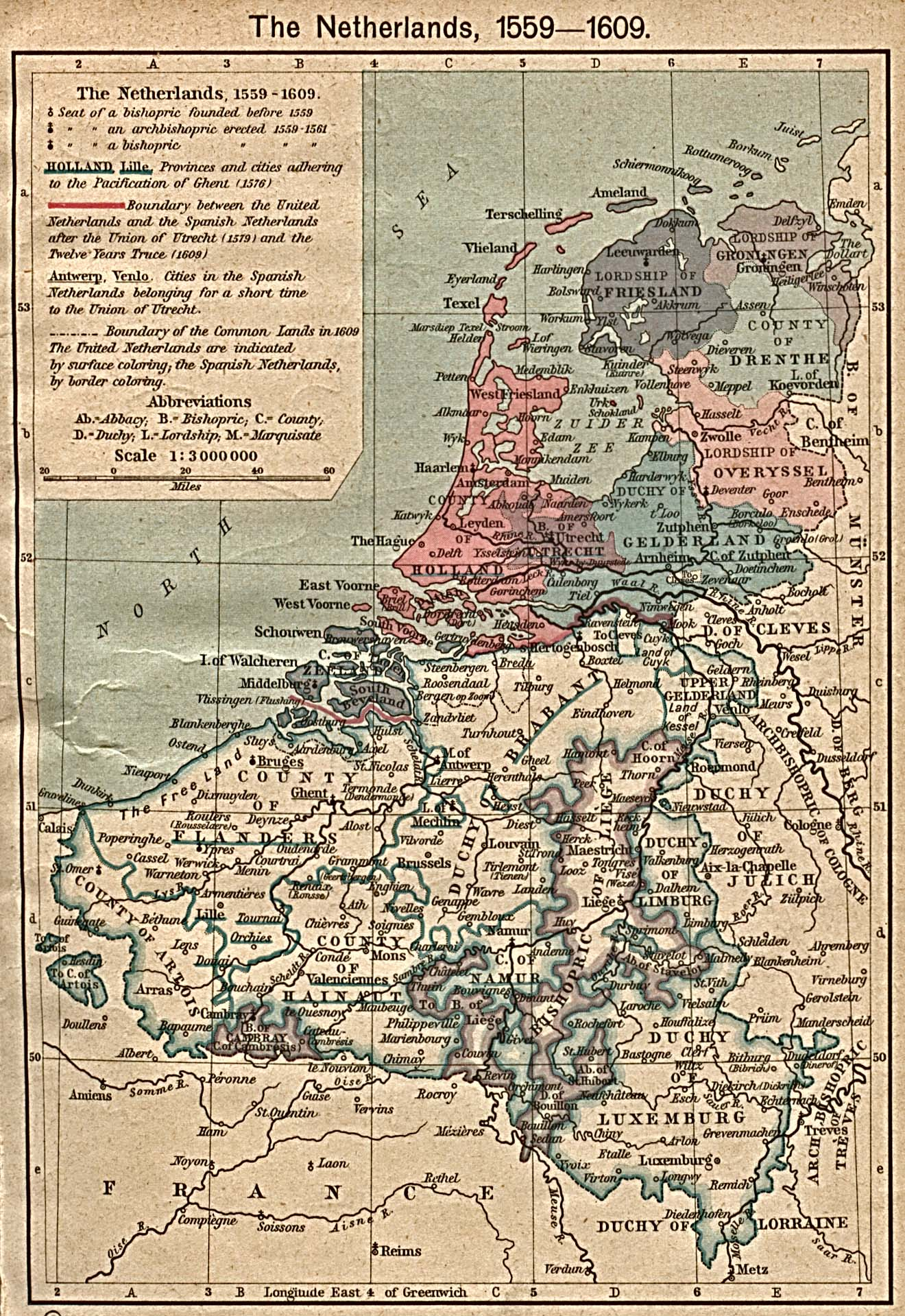
Ţările de Jos după Războiul de optzeci de ani

În 1713, în urma Războiului pentru Succesiunea Spaniolă și a Tratatul de la Utrecht ce a fost semnat la sfărșitul acestuia teritoriul Geldern Spaniol este împărțit între Provinciile Unite, Prusia și Țările de Jos austriece, apărând astfel 3 noi regiuni: Staats-Opper-Gelre în cadrul Teritoriilor Generalității, o nouă provincie Geldern Prusac și respectiv teritoriul Geldern Austriac. Toate aceste entități vor exista până în anii 1790 când sunt ocupate de trupelor revoluționare franceze și sunt incorporate în Republica Franceză.